# Заградовка (Херсонская область)
Заградовка (укр. Заградівка) — село в Кочубеевской сельской общине Бериславского района Херсонской области Украины.

## Население
Население по переписи 2001 года составляло 717 человек.

### Языковой состав
Родной язык населения по данным переписи 2001 года:
| Язык       | Численность, чел. | Доля     |
| ---------- | ----------------- | -------- |
| Украинский | 694               | 96,79 %  |
| Русский    | 20                | 2,79 %   |
| Другое     | 3                 | 0,42 %   |
| Итого      | 717               | 100,00 % |